# Ошкош (містечко, Вісконсин)
Ошкош (англ. Oshkosh) — місто (англ. town) в США, в окрузі Віннебаґо штату Вісконсин. Населення — 2439 осіб (2020).

## Демографія
Згідно з переписом 2010 року, у місті мешкало 2475 осіб у 1041 домогосподарстві у складі 762 родин. Було 1188 помешкань
Расовий склад населення:
| - 95,9 % — білих - 2,0 % — азіатів - 0,4 % — чорних або афроамериканців - 0,3 % — корінних американців |

До двох чи більше рас належало 1,1 %. Частка іспаномовних становила 1,2 % від усіх жителів.
За віковим діапазоном населення розподілялося таким чином: 19,2 % — особи молодші 18 років, 61,7 % — особи у віці 18—64 років, 19,1 % — особи у віці 65 років та старші. Медіана віку мешканця становила 48,7 року. На 100 осіб жіночої статі у місті припадало 102,4 чоловіків;  на 100 жінок у віці від 18 років та старших — 104,0 чоловіків також старших 18 років.
Середній дохід на одне домашнє господарство  становив 86 581 долар США (медіана — 66 429), а середній дохід на одну сім'ю — 99 371 долар (медіана — 82 813). Медіана доходів становила 54 727 доларів для чоловіків та 41 250 доларів для жінок. За межею бідності перебувало 2,6 % осіб, у тому числі 0,9 % дітей у віці до 18 років та 3,0 % осіб у віці 65 років та старших.
Цивільне працевлаштоване населення становило 1345 осіб. Основні галузі зайнятості: виробництво — 23,0 %, освіта, охорона здоров'я та соціальна допомога — 17,7 %, науковці, спеціалісти, менеджери — 9,9 %, роздрібна торгівля — 9,7 %.